# Trisacantha
Trisacantha is een geslacht van vliesvleugelige insecten van de familie Scelionidae.

## Soorten
- T. bicolora Szabó, 1956
- T. levifrons (Kieffer, 1908)
- T. nigritarsis (Kieffer, 1908)
- T. rufipes (Kieffer, 1908)
- T. rufosignata (Kieffer, 1908)
- T. striata (Kieffer, 1908)
- T. subsulcata (Kieffer, 1908)